# Георги Саракинов (юрист)
 Тази статия е за специалистът по авторско право.  За революционера от ВМОРО вижте Георги Саракинов.  
Георги Саракинов е български юрист, експерт по права на интелектуална собственост.

## Биография
Георги Саракинов е доктор по право, дългогодишен юрисконсулт на Агенция за авторско право, председател на Временния съвет за радиочестоти и телевизионни канали (1992 – 1995), експерт към Парламентарната комисия за култура и медии към 36-ото, 37-ото, 38-ото и 39-ото народно събрание. През 2018 г. е удостоен с почетния знак „Златен век“.